# Zuane Pizzigano

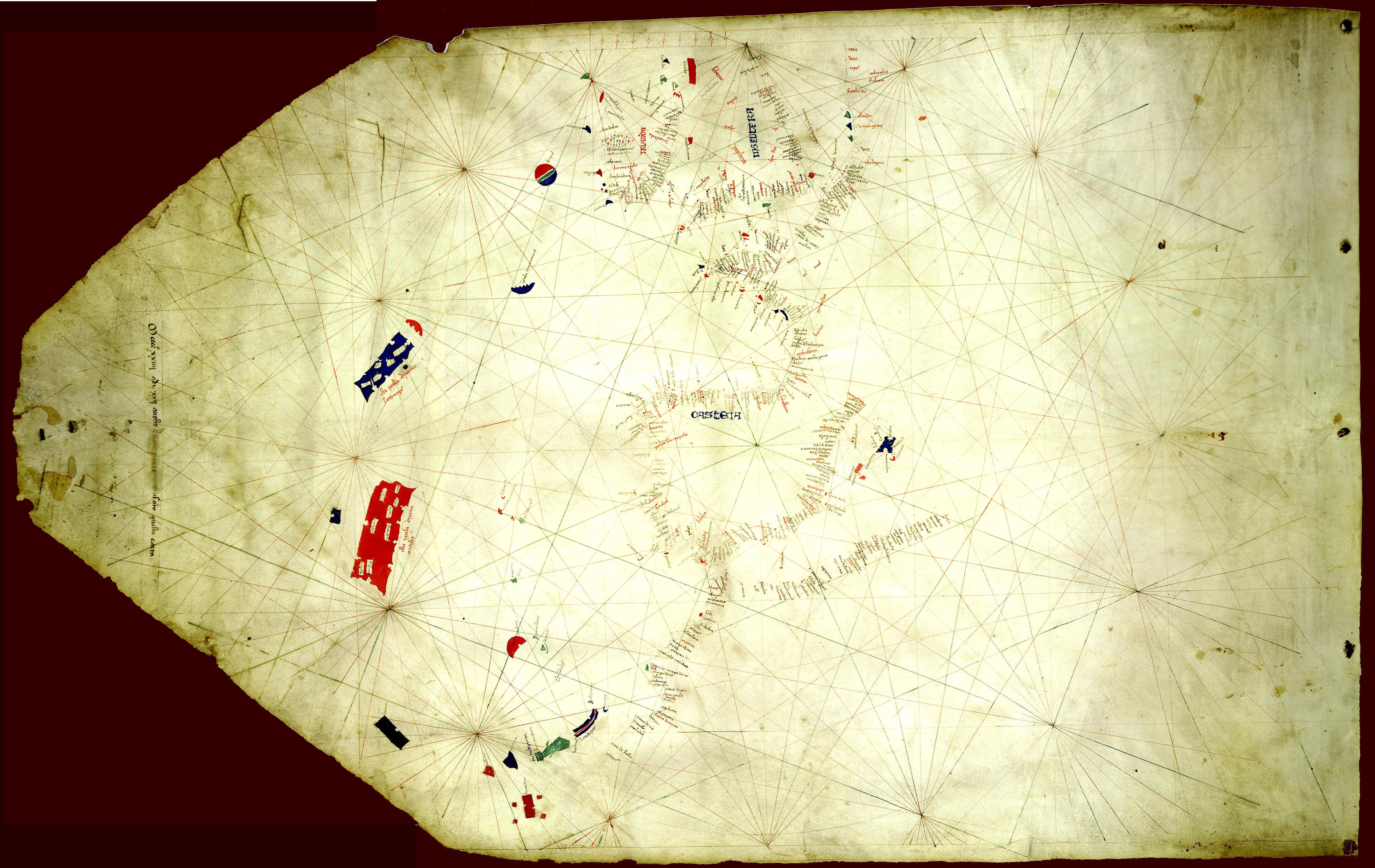
Carta di Pizzigano, 1424

Zuane Pizzigano (Venezia, ... – ...; fl. XV secolo) è stato un cartografo italiano del XV secolo, noto come autore della Carta di Pizzigano.

## Biografia
Discendeva, probabilmente, da una famiglia di cartografi, poiché già era nota una mappa prodotta a Parma nel 1367 firmata Pizzigano.

## Carta di Pizzigano

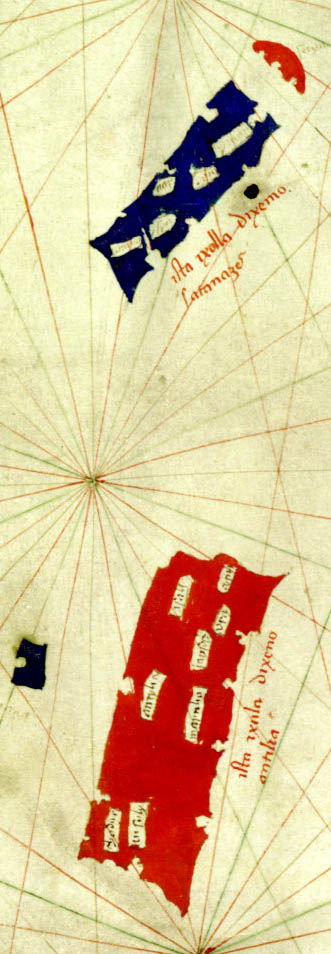
Le due isole di Antilia in rosso e Satanazes in blu.

È l'autore di un celebre portolano,  noto come la Carta di Pizzigano, datato 22 agosto 1424, scritta in veneziano e portoghese. In essa sono raffigurate l'Europa occidentale, l'Africa occidentale, l'Oceano Atlantico, le Azzorre, le Canarie ed altre quattro isole, due blu e due rosse. Queste isole, non esistenti in realtà, portano il nome di Satanazes, Antillia, Saya e Ymana.
Queste isole, secondo Gavin Menzies, sarebbero Porto Rico (Antilia) e Guadalupa (Satanazes), visitate dalla flotta cinese dell'ammiraglio Zheng He al servizio dell'imperatore Yongle nel 1421. In realtà la flotta di Zheng He navigò nell'oceano indiano, non nell'atlantico.
Il nome dell'autore della carte è rovinato ed è possibile leggere con chiarezza solo "Pizzi..", ed alcuni storici non sono d'accordo ad attribuire l'elaborazione della mappa a Zuane Pizzigano.
La mappa è attualmente conservata presso la biblioteca dell'Università del Minnesota.